# Flisakowate

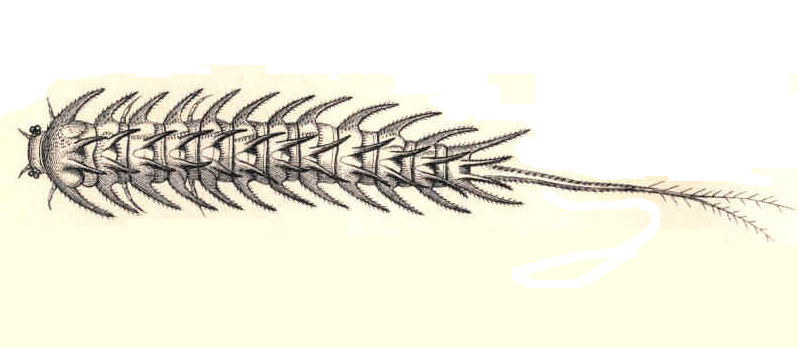
Larwa H. fulvus

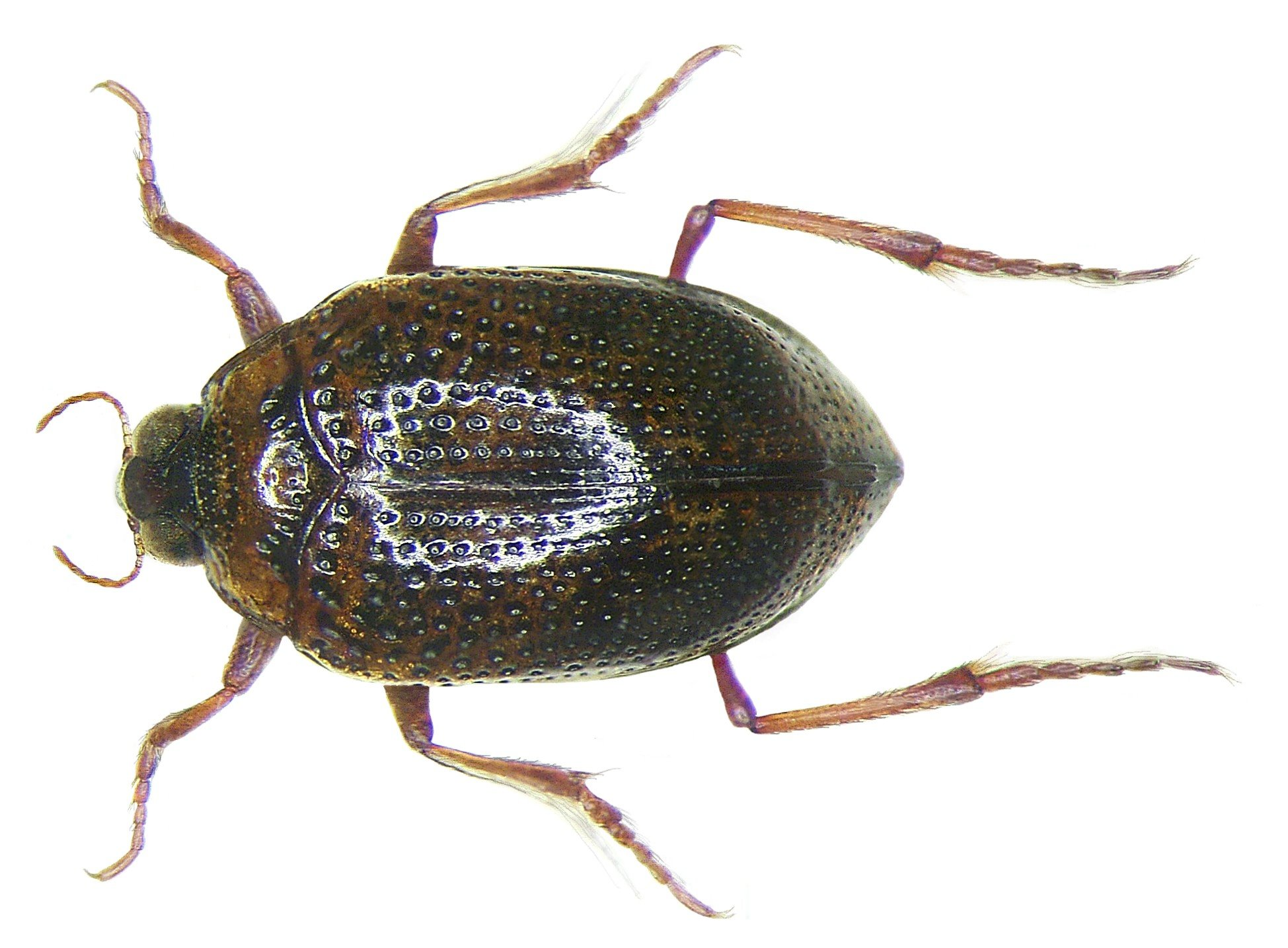
Peltodytes caesus

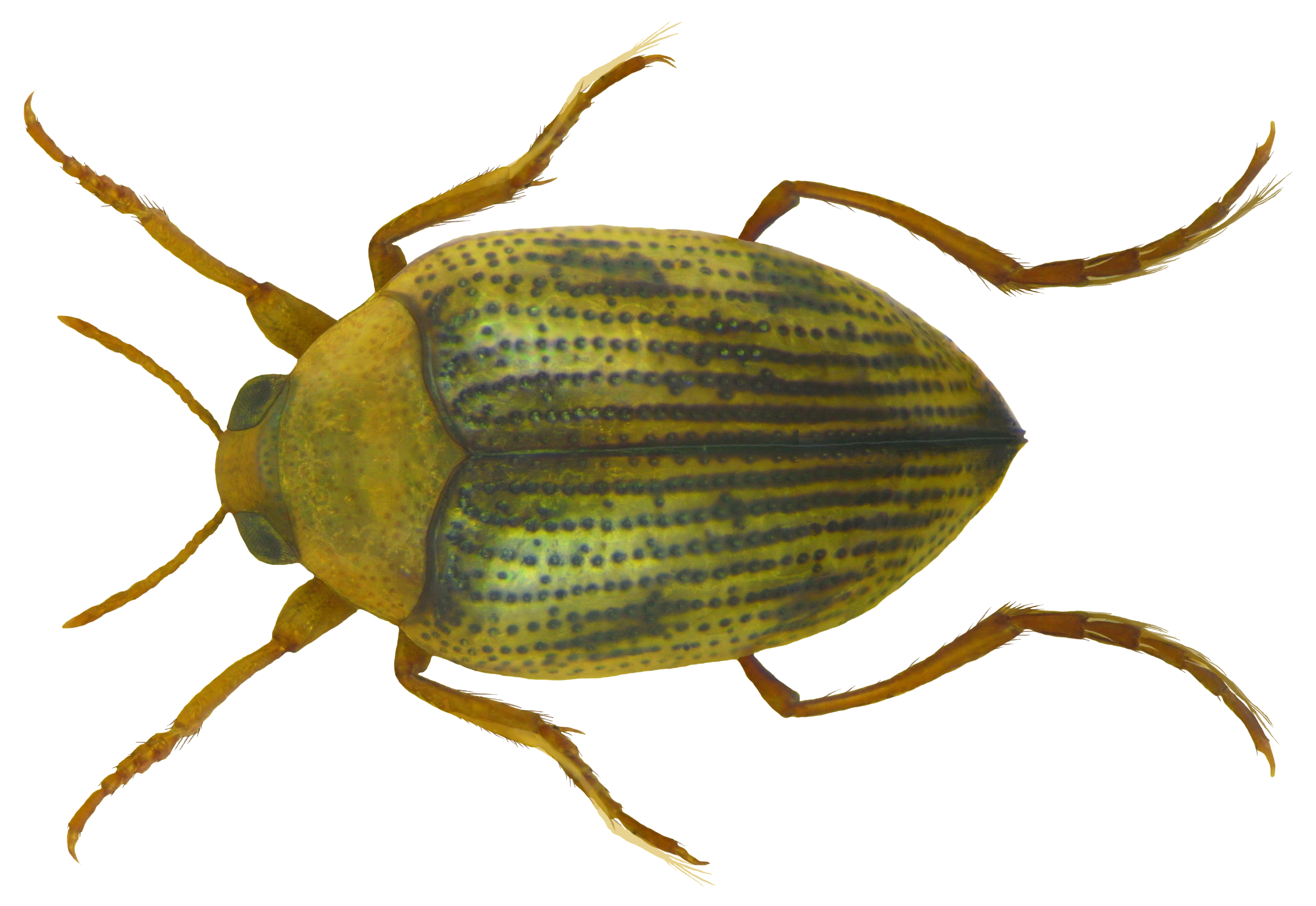
Haliplus ruficollis

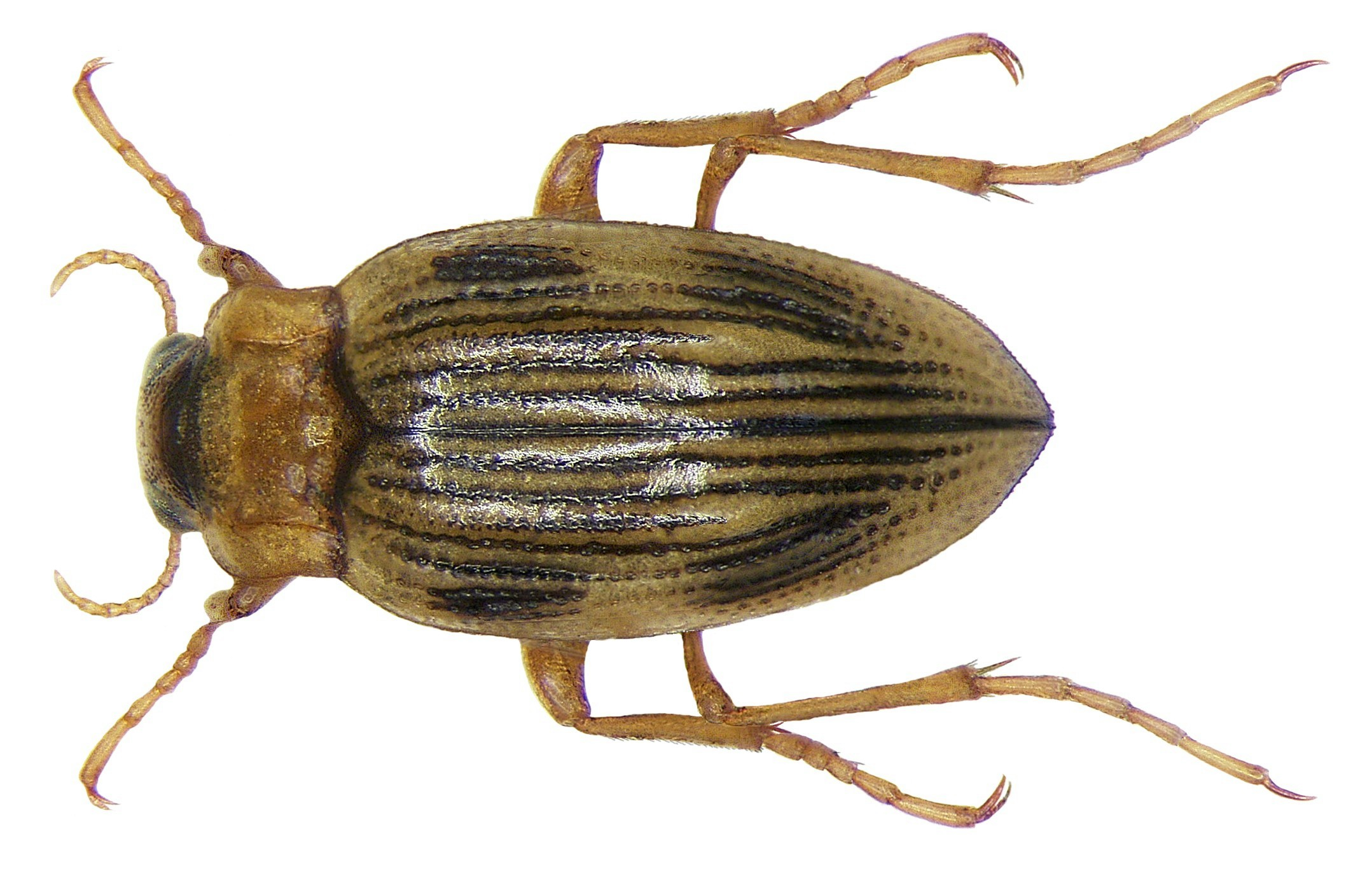
Brychius elevatus

Flisakowate (Haliplidae) – rodzina drobnych, wodnych chrząszczy  z podrzędu drapieżnych, należąca do  Hydradephaga. 

## Opis

### Owady dorosłe
Drobne chrząszcze, osiągające od 2,5 do 4,5 mm długości ciała, które jest jajowate w obrysie, a największa jego szerokość przypada na przednią połowę. Głowa wyraźnie węższa niż przedplecze i wsunięta po oczy w przedtułów. Nadustek prawie całkiem zrośnięty z epikranium. Czułki 11-członowe, nitkowate, osadzone przed oczyma. Głaszczki szczękowe o 4, a głaszczki wargowe o 3 członach. Kąty przednie i tylne przedplecza słabo wystające, a jego krawędzie zwykle silnie zbieżne do przodu. Przedplecze i pokrywy o dobrze rozwiniętych podgięciach. Skrzydła dobrze wykształcone, jednak ich mięśnie mogą być zredukowane. Wyrostek przedpiersia stosunkowo długi i szeroki. Środkowa i przednia część zapiersia tworzą krótki wyrostek. Odnóża smukłe i długie. Biodra odnóży tylnych wykształcone w szerokie, lekko zaokrąglone płytki, przykrywające krętarze, nasadę ud i pierwsze 3 widoczne sternity odwłoka. Odwłok o 6 widocznych sternitach (II-VII). Sternit VIII przekształcony w walwy odbytowe. Na narząd genitalny samców składają się: prącie, paramery, otaczający je segment genitalny oraz położone pod nim małe, trójkątne walwy odbytowe. Na narząd genitalny samic składają się: walwy genitalne połączone z walwiferami, wydłużone wulwoskleryty oraz walwy odbytowe.

### Larwy
Ciało mają silnie wydłużone, wąskie, z małą, nieco trapezoidalną głową. Wyposażona jest w 6 par przyoczek, 4-członowe czułki z dodatkowym członem wierzchołkowym i słabo rozwinięte głaszczki. Odwłok składa się z 9-10 segmentów o błoniastych pleurytach. Po bokach śródtułowia i odwłoka (z wyjątkiem ostatnich segmentów) występują przetchlinki. Przysadki odwłokowe zrośnięte z ostatnim segmentem. Odnóża bez włosków pływnych, za to ze szczecinkami i kolcami.

## Biologia
Przedstawiciele flisakowatych stosunkowo słabo pływają sposobem naprzemiennego ruchu odnóży. Oddychają powietrzem atmosferycznym, które magazynują pod pokrywami i płytkami biodrowymi. Owady ziemnowodne. Larwy roślinożerne, a imagines wszystkożerne. Larwy nie w pełni wyrośnięte zimują w wodzie. W pełni wyrośnięte larwy trzeciego stadium wychodzą na ląd, gdzie budują kolebkę, w której przepoczwarczają się wiosną następnego roku. Imagines zimują zarówno na lądzie jak i w wodzie.

## Ekologia
Wyspecjalizowane co do pokarmu jak i środowiska, zwłaszcza larwy. Różne gatunki wykazują upodobanie do zbiorników zeutrofizowanych i nasłonecznionych, ubogich troficznie i zacienionych, zakwaszonych, słonawych, a jeszcze inne do głębszej strefy litoralu jezior. Większość gatunków związana jest ze zbiornikami drobnymi.

## Rozprzestrzenienie
Są rozprzestrzenione na całym świecie. W Polsce występuje 19 gatunków.

## Systematyka
Rodzina obejmuje około 200 gatunków zgrupowanych w 6 rodzajach:
- Algophilus Zimmermann, 1924
- Apteraliplus Chandler, 1943
- Brychius Thomson, 1859
- Cretihaliplus Ren, Zhu et Lu, 1995
- Haliplus Latreille, 1802
- Peltodytes Régimbart, 1879